# Pantotheria
Pantotheria — покинутий таксон мезозойських ссавців. Зараз ця група вважається неофіційним таксоном «сміттєвого кошика» і була замінена Dryolestida, а також іншими групами.

## Таксономія
Список ссавців, які свого часу входили до групи Pantotheria:
- Рід †Tribactonodon bonfieldi Sigogneau-Russell, Hooker & Ensom 2001
- Рід †Paraungulatum rectangularis Bonaparte 1999
- Рід †Argaliatherium robustum  Cifelli & Davis 2015
- Рід †Carinalestes murensis Cifelli & Davis 2015
- Рід †Hypomylos Sigogneau-Russell 1992
- Родина †Picopsidae Fox 1980
  - Рід †Picopsis pattersoni Fox 1980
  - Рід †Tirotherium aptum Montellano-Ballesteros & Fox 2015
- Родина †Casamiqueliidae Bonaparte 1999
  - Рід †Casamiquelia rionegrina Bonaparte 1990
  - Рід †Rougiertherium tricuspes Bonaparte 1999
  - Рід †Alamitherium bishopi Bonaparte 1999
- Родина †Brandoniidae Bonaparte 1992
  - Рід †Brandonia intermedia Bonaparte 1992
- Родина †Donodontidae Sigogneau-Russell 1991
  - Рід †Donodon presciptoris Sigogneau-Russell 1991
- Родина †Paurodontidae Marsh 1887
  - Рід †Brancatherulum tendagurense Dietrich, 1927
  - Рід †Comotherium richi Prothero 1981
  - Рід †Dorsetodon haysomi Ensom & Sigogneau-Russell 1998
  - Рід †Drescheratherium acutum Krebs 1998
  - Рід †Euthlastus cordiformis Simpson 1927
  - Рід †Henkelotherium guimarotae Krebs 1991
  - Рід †Paurodon valens Marsh 1887
  - Рід †Tathiodon agilis (Simpson 1927) Simpson 1927 [Tanaodon Simpson 1927 non Kirk 1927; Tanaodon agilis Simpson 1927]
- Родина †Vincelestidae Bonaparte 1986
  - Рід †Vincelestes neuquenianus Bonaparte 1986
- Ряд †Spalacotheriida Prothero 1981 [Spalacotheroidea Prothero 1981; Quirogatheria Bonaparte 1992]
  - Рід †Maotherium Rougier, Ji & Novacek 2003
    - †M. sinensis Rougier, Ji & Novacek 2003
    - †M. asiaticus Ji et al. 2009

  - Родина †Thereuodontidae Sigogneau-Russell 1998
    - Рід †Thereuodon Sigogneau-Russell 1987
      - †T. dahmanii Sigogneau-Russell 1987
      - †T. taraktes Sigogneau-Russell & Ensom 1998
- Ряд †Meridiolestida Rougier, Apesteguia & Gaetano 2011
  - Рід †Leonardus cuspidatus Bonaparte 1990
  - Рід †Cronopio dentiacutus Rougier, Apesteguia & Gaetano 2011
  - Родина †Necrolestidae Ameghino 1894
    - Рід †Necrolestes Ameghino 1894 sensu Rougier et al. 2012
      - †N. patagonensis Ameghino 1891
      - †N. mirabilis Goin et al. 2007

  - Родина †Reigitheriidae Bonaparte 1990
    - Рід †Reigitherium bunodontum Bonaparte 1990

  - Родина †Peligotheriidae Bonaparte, Van Valen & Kramartz 1993
    - Рід †Peligrotherium Bonaparte, Van Valen & Kramartz 1993

  - Родина †Mesungulatidae Bonaparte 1986 sensu Rougier et al. 2009
    - Рід †Coloniatherium Rougier et al. 2009
    - Рід †Quirogatherium Bonaparte 1990
    - Рід †Mesungulatum Bonaparte & Soria 1985
- Ряд †Dryolestida Prothero 1981 sensu stricto Rougier et al. 2012
  - Родина †Barbereniidae Bonaparte 1990
    - Рід †Barberenia Bonaparte 1990
      - †B. araujoae Bonaparte 1990
      - †B. allenensis Rougier et al. 2008

  - Родина †Dryolestidae Marsh 1879
    - Рід †Anthracolestes Averianov, Martin & Lopatin 2014
    - Рід †Guimarotodus Martin 1999
    - Рід †Krebsotherium Martin 1999
    - Рід †Phascolestes Owen 1871
    - Рід †Lakotalestes luoi Cifelli, Davis & Sames 2014
    - Рід †Laolestes Simpson 1927
    - Рід †Achyrodon Owen 1871
    - Рід †Amblotherium Owen 1871
    - Рід †Dryolestes Marsh 1878
    - Рід †Portopinheirodon Martin 1999
    - Рід †Kurtodon Osborn 1887
    - Рід †Crusafontia Henkel & Krebs 1969
    - Рід †Groeberitherium Bonaparte 1986
- Ряд †Amphitheriida Prothero 1981
  - Родина †Amphitheriidae Owen 1846
    - Рід †Amphibetulimus Lopatin & Averianov 2007
    - Рід †Amphitherium de Blainville 1838
- Ряд †Peramurida McKenna 1975
  - Родина †Peramuridae Kretzoi 1946
    - Рід †Kiyatherium cardiodens Maschenko, Lopatin & Voronkevich 2002
    - Рід †Tendagurutherium dietrichi Heinrich 1998
    - Рід †Peramuroides tenuiscus Davis 2012
    - Рід †Kouriogenys minor (Owen 1871) Davis 2012 [Spalacotherium minus Owen 1871]
    - Рід †Peramus Owen 1871
    - Рід †Palaeoxonodon Freeman 1976
    - Рід †Abelodon Brunet et al. 1991
    - Рід †Pocamus Canudo & Cuenca-Bescós 1996